# Go A-ra
Go A-ra (* 11. Februar 1990 in Jinju) ist eine südkoreanische Schauspielerin und Model und steht bei der Talentagentur SM Entertainment unter Vertrag.

## Leben
Go A-ra wurde am 11. Februar 1990 in Jinju (Süd-Gyeongsang) geboren. Da ihr Vater Soldat war, zog sie in ihrer Kindheit häufig um. 2003 gewann sie einen Teen Model Contest von SM Entertainment und wurde dadurch von der Talentagentur unter Vertrag genommen.

### Karriere
2003 spielte Go die weibliche Hauptrolle in dem KBS-Jugenddrama Banollim #1. 2005 lief der zweite Teil mit dem Titel Banollim #2 an, in dem sie auch mitspielte. Ihren Durchbruch im Schauspielbereich erreichte sie 2006 in dem SBS-Drama Snow Flower durch ihre Rolle der Yoo Da-mi, wofür sie unter anderem den Paeksang Art Award als Beste Nachwuchsschauspielerin erhielt.
2007 gab sie ihr Filmdebüt in der japanischen Produktion Dschingis Khan – Der blaue Wolf, in der sie die Rolle der Khulan spielte. Für den Film Papa (2012) sang sie das englischsprachige Lied Now! Für diesen Film lernte sie Englisch, singen, tanzen und Gitarrespielen. 2013 kam es durch ihre Rolle in der Serie Reply 1994 zu einem Imagewechsel von Go.

## Filmografie (Auswahl)

### Filme
- 2007: Dschingis Khan – Der blaue Wolf (蒼き狼 地果て海尽きるまで)
- 2009: Dance, Subaru!
- 2011: Pacemaker (페이스 메이커)
- 2012: Papa (파파)
- 2016: Phantom Detective

### Fernsehserien
- 2003: Banollim #1 (반올림#1)
- 2005: Banollim #2 (반올림#2)
- 2006: Snow Flower (눈꽃)
- 2008: Who Are You? (누구세요?)
- 2009: Karei naru Spy (華麗なるスパイ)
- 2009: Heading to the Ground (맨땅에 헤딩)
- 2013: Reply 1994 (응답하라 1994)
- 2014: You’re All Surrounded (너희들은 포위됐다 Neohuideul-eun Powidwaetda, SBS)
- 2015: Producer
- 2016–2017: Hwarang: The Poet Warrior Youth
- 2017: Black
- 2018: Ms. Hammurabi (미스 함무라비)
- 2020: Do Do Sol Sol La La Sol (도도솔솔라라솔)

## Auszeichnungen (Auswahl)
- 2004 KBS Television Academy Awards: Best Young Actress für Sharp 1[7]
- 2006 SBS Acting Award: Newcomer Award für Snow Flower[8]
- 2007 43rd Paeksang Art Awards: Best New Actress Award für Snow Flower[2]
- 2007 Andre Kim: Best New Star Award[9]
- 2008 Model of the Year[10]